# Porte Sainte-Croix

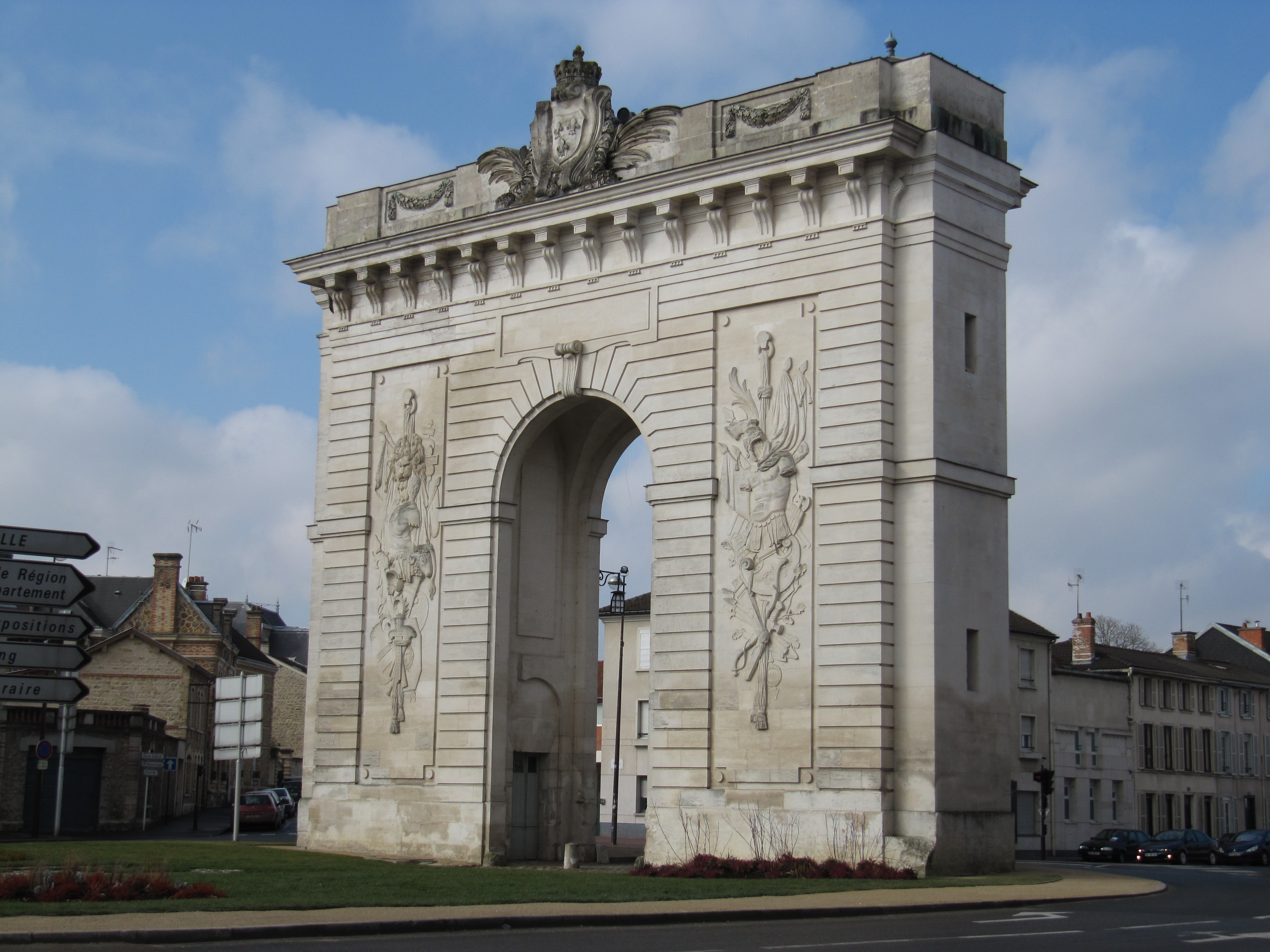
Porte Sainte-Croix (2010)

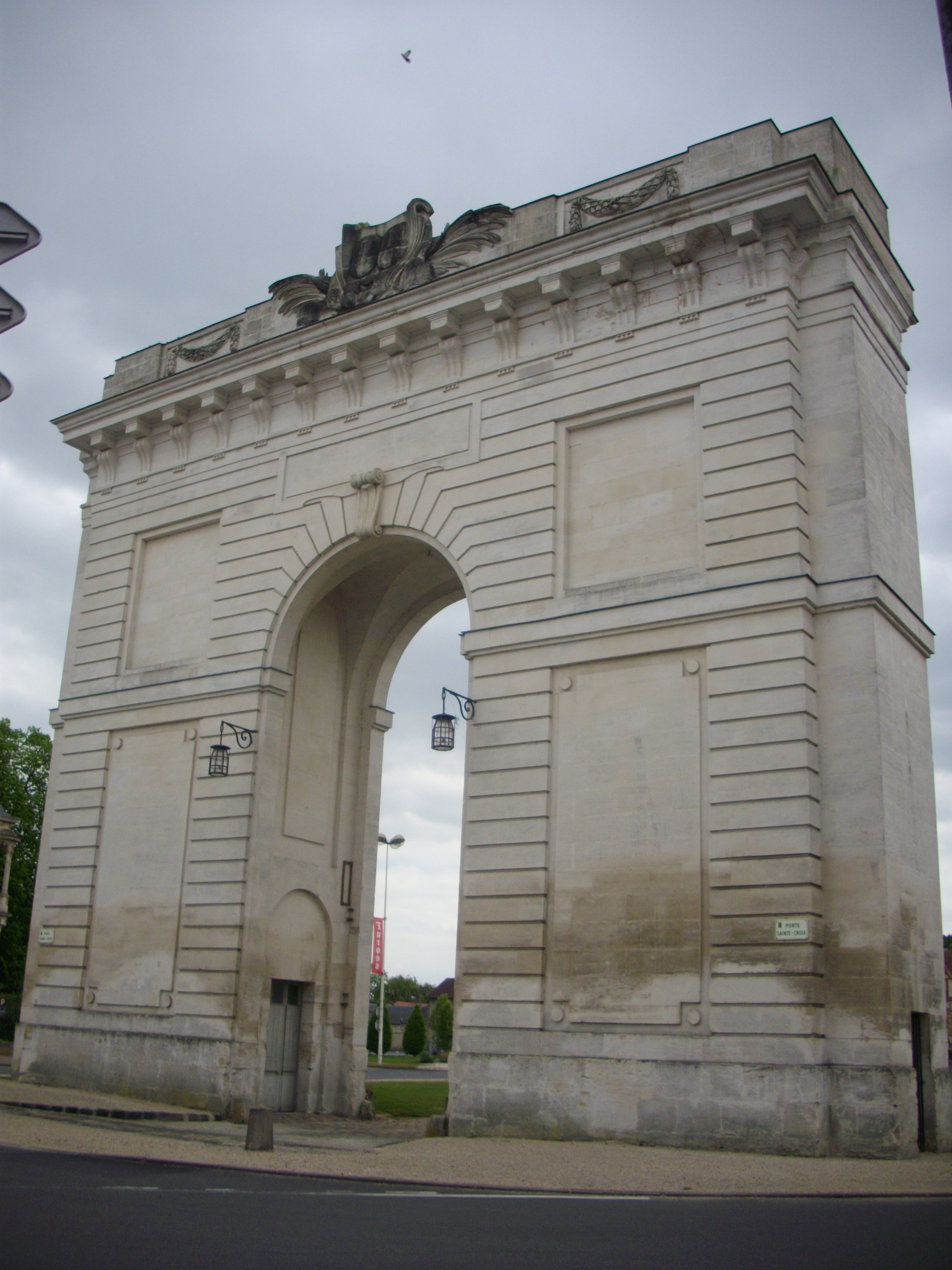
Stadtseite ohne Ausschmückung (2014)

Die Porte Sainte-Croix (von 1770 bis zur französischen Revolution Porte Dauphine) ist ein 1769 bis 1770 erbauter Triumphbogen in der französischen Stadt Châlons-en-Champagne.

## Geschichte
Im 16. Jahrhundert war die Porte Sainte-Croix ein befestigtes Stadttor im damaligen Châlons-sur-Marne, angelegt zur Abwehr von Angriffen aus dem Osten. Nachdem im 17. Jahrhundert das Elsass und Lothringen unter die Herrschaft des Königreichs Frankreich gelangt waren, bestand diese Gefahr nicht mehr, und die Stadt beschloss, die vom Verfall bedrohte Porte Sainte-Croix abzureißen.
Zur Brautfahrt der Marie Antoinette im Jahr 1770, auf der Châlons Durchreisestation auf dem Weg von Wien nach Versailles war, ließ der Intendant der Provinz Champagne, Gaspard-Louis Rouillé d’Orfeuil, in Châlons den heute bestehenden Triumphbogen als dauerhaft angelegtes Monument errichten. Hierzu beauftragte er den Architekten Nicolas Durand. Die Arbeiten begannen im August 1769. Zur Ausschmückung wurden zwei Bildhauer herangezogen, die jedoch nicht pünktlich zur Eröffnung bei Marie-Antoinettes Durchreise am 11. Mai 1770 fertig wurden. Das Tor wurde daher provisorisch geschmückt. Die Bildhauerarbeiten auf der Stadtseite sind seither unvollendet geblieben.
Zur Einweihung durch Marie-Antoinette am 11. Mai 1770 wohnte diese einem Feuerwerk bei, das von dem Pariser Feuerwerker Bray gestaltet worden war. Zu Ehren Marie-Antoinettes wurde der Triumphbogen bis zur französischen Revolution Porte Dauphine genannt. Nach der Revolution wurde er wieder in Porte Sainte-Croix umgetauft.
Der Autor Alain-Charles Gruber merkt hierzu an, dass der Bau eines dauerhaft angelegten Bauwerks als Kulisse für eine Feierlichkeit „beinahe einzigartig“ sei, allerdings auch in dem Kontext zu sehen sei, dass die Feierlichkeit für Rouillé d’Orfeuil eine willkommene Rechtfertigung für das Bauprojekt und die damit verbundenen Ausgaben war.
Die Namensgeberin Marie-Antoinette passierte das zu ihren Ehren errichtete Bauwerk erst 21 Jahre später in der Revolution wieder, und dies unter dramatischen Umständen, nämlich auf der gescheiterten Flucht nach Varennes 1791 und nach ihrer Verhaftung bei der anschließenden Verbringung zurück nach Paris.
1941 wurde die Porte Sainte-Croix als Monument historique unter Denkmalschutz gestellt.